# Stanley Biwott
Stanley Kipleting Biwott (21 de abril de 1986) é um maratonista e fundista profissional queniano, campeão da Corrida Internacional de São Silvestre e Maratona de Nova York, em 2015 e  Maratona de Paris em 2012.

## Carreira
Começou a correr em 2006, com o treinador italiano Claudio Berardelli. Em 2015, Venceu a Maratona de Nova York e um mês depois, a Corrida Internacional de São Silvestre de 2015.